# Tribunales Electorales Regionales de Chile
Los Tribunales Electorales Regionales (TER) constituyen un órgano jurisdiccional chileno, de carácter autónomo, encargado esencialmente de conocer del escrutinio general y la calificación de las elecciones de consejeros regionales, alcaldes, concejales, organizaciones gremiales y juntas vecinales, resolver las reclamaciones a que dieren lugar y proclamar a los candidatos que resulten electos.

En cada región del país existe un Tribunal Electoral Regional, con sede en su capital, exceptuando la Región Metropolitana donde existen dos.

## Historia
Los Tribunales Electorales Regionales fueron creados por la Constitución Política de 1980 originalmente para conocer de la calificación de las elecciones de carácter gremial y de las que tuvieran lugar en los cuerpos intermedios que determinare la ley, bajo una estricta autonomía respecto del Tribunal Calificador de Elecciones. Sin embargo, en virtud de reformas constitucionales, legales y reglamentarias posteriores, estos tribunales adquirieron poco a poco una dependencia jerárquica respecto del Tribunal Calificador de Elecciones.

## Composición
Cada Tribunal Electoral Regional está integrado por tres jueces denominados ministros, dos de los cuales son designados por el Tribunal Calificador de Elecciones y el tercero por la Corte de Apelaciones de la región respectiva.
Los ministros de estos tribunales duran cuatro años en sus cargos, pudiendo ser reelegidos.

### Primer Tribunal Electoral de la Región Metropolitana
Comprende las comunas de Alhué, Buin, Calera de Tango, Cerrillos, Cerro Navia, Colina, Conchalí, Curacaví, El Monte, Estación Central, Huechuraba, Independencia, Isla de Maipo, Lampa, Lo Prado, Maipú, María Pinto, Melipilla, Padre Hurtado, Paine, Peñaflor, Pudahuel, Quilicura, Quinta Normal, Recoleta, Renca, San Bernardo, San Pedro, Santiago, Talagante y Tiltil.
| Nombre Ministro              | Cargo                    | Profesión                                 | Período   |
| Miguel Eduardo Vázquez Plaza | Presidente Titular       | Ministro Corte de Apelaciones de Santiago | 2019-2023 |
| Emilio Payera Velásquez      | Primer Miembro Titular   | Abogado                                   | 2019-2023 |
| Patricio Rosende Lynch       | Segundo Miembro Titular  | Abogado                                   | 2019-2023 |
| Jorge Luis Zepeda Arancibia  | Presidente Suplente      | Ministro Corte de Apelaciones de Santiago | 2019-2023 |
| Jaime Jansana Medina         | Primer Miembro Suplente  | Abogado                                   | 2021-2023 |
| Richard Burchardt Delaveau   | Segundo Miembro Suplente | Abogado                                   | 2019-2023 |

### Segundo Tribunal Electoral de la Región Metropolitana
Comprende las comunas de El Bosque, La Cisterna, La Florida, La Granja, La Pintana, La Reina, Las Condes, Lo Barnechea, Lo Espejo, Macul, Ñuñoa, Pedro Aguirre Cerda, Peñalolén, Pirque, Providencia, Puente Alto, San Joaquín, San José De Maipo, San Miguel, San Ramón y Vitacura.
| Nombre Ministro                | Cargo                   | Profesión                                 | Período   |
| Jessica González Troncoso      | Presidente Titular      | Ministro Corte de Apelaciones de Santiago | 2019-2023 |
| Cristián Peña y Lillo Delaunoy | Primer Miembro Titular  | Abogado                                   | 2019-2023 |
| Daniel Darrigrande Osorio      | Segundo Miembro Titular | Abogado                                   | 2019-2023 |
| María Soledad Melo Labra       | Presidente Suplente     | Ministro Corte de Apelaciones de Santiago | 2019-2023 |
| Alejandra Silva Aguilera       | Primer Miembro Suplente | Abogado                                   | 2019-2023 |
| Luis Hernández Olmedo          | Primer Miembro Suplente | Abogado                                   | 2019-2023 |

### Tribunal Electoral de la Región de Arica y Parinacota
| Nombre Ministro               | Cargo                    | Profesión                              | Período   |
| Mauricio Danilo Silva Pizarro | Presidente Titular       | Ministro Corte de Apelaciones de Arica | 2019-2023 |
| Solange Gutiérrez Vergara     | Primer Miembro Titular   | Abogado                                | 2019-2023 |
| Gonzalo Droguett Marcuello    | Segundo Miembro Titular  | Abogado                                | 2019-2023 |
| Marco Antonio Flores Leyton   | Presidente Suplente      | Ministro Corte de Apelaciones de Arica | 2019-2023 |
| Hans Duarte Fernández         | Primer Miembro Suplente  | Abogado                                | 2019-2023 |
| Jorge Cañón Concha            | Segundo Miembro Suplente | Abogado                                | 2019-2023 |

### Tribunal Electoral de la Región de Tarapacá
| Nombre Ministro         | Cargo                    | Profesión                                | Período   |
| Rafael Corvalán Pazols  | Presidente Titular       | Ministro Corte de Apelaciones de Iquique | 2019-2023 |
| Carolina Hermans Bohm   | Primer Miembro Titular   | Abogado                                  | 2019-2023 |
| Damian Todorovic Cartes | Segundo Miembro Titular  | Abogado                                  | 2019-2023 |
| Pedro Guiza Gutiérrez   | Presidente Suplente      | Ministro Corte de Apelaciones de Iquique | 2019-2023 |
| Paulina Urbina Virgilio | Primer Miembro Suplente  | Abogado                                  | 2019-2023 |
| Hans Mundaca Assmussen  | Segundo Miembro Suplente | Abogado                                  | 2019-2023 |

### Tribunal Electoral de la Región de Antofagasta
| Nombre Ministro            | Cargo                    | Profesión                                    | Período   |
| Virginia Soublette Miranda | Presidente Titular       | Ministro Corte de Apelaciones de Antofagasta | 2019-2022 |
| Ana Karestinos Luna        | Primer Miembro Titular   | Abogado                                      | 2019-2022 |
| Carlos Claussen Calvo      | Segundo Miembro Titular  | Abogado                                      | 2019-2022 |
| Myriam Urbina Perán        | Presidente Suplente      | Ministro Corte de Apelaciones de Antofagasta | 2019-2022 |
| Fernando Yung Moraga       | Primer Miembro Suplente  | Abogado                                      | 2019-2022 |
| Alejandra Pozo Cortez      | Segundo Miembro Suplente | Abogado                                      | 2019-2023 |

### Tribunal Electoral de la Región de Atacama
| Nombre Ministro               | Cargo                    | Profesión                                | Período   |
| Pablo Krumm De Almozara       | Presidente Titular       | Ministro Corte de Apelaciones de Copiapó | 2019-2023 |
| María Soledad Moreno Prohens. | Primer Miembro Titular   | Abogado                                  | 2019-2023 |
| Patricia Schubert Revello     | Segundo Miembro Titular  | Abogado                                  | 2019-2023 |
| Antonio Ulloa Márquez         | Presidente Suplente      | Ministro Corte de Apelaciones de Copiapó | 2019-2023 |
| María Karina Guggiana Varela  | Primer Miembro Suplente  | Abogado                                  | 2019-2023 |
| James Richards Garay          | Segundo Miembro Suplente | Abogado                                  | 2019-2023 |

### Tribunal Electoral de la Región de Coquimbo
| Nombre Ministro             | Cargo                    | Profesión                                  | Período   |
| Fernando Ramírez Infante    | Presidente Titular       | Ministro Corte de Apelaciones de La Serena | 2019-2023 |
| Pablo Vega Etcheverry       | Primer Miembro Titular   | Abogado                                    | 2019-2023 |
| Soledad Gárate Peñaloza     | Segundo Miembro Titular  | Abogado                                    | 2019-2023 |
| Christian Le-Cerf Raby      | Presidente Suplente      | Ministro Corte de Apelaciones de la Serena | 2019-2023 |
| María Cristina Ortiz Knight | Primer Miembro Suplente  | Abogado                                    | 2019-2023 |
| Gonzalo Henríquez Encamilla | Segundo Miembro Suplente | Abogado                                    | 2019-2023 |

### Tribunal Electoral de la Región de Valparaíso
| Nombre Ministro                      | Cargo                    | Profesión                                   | Período   |
| Max Antonio Cancino Cancino          | Presidente Titular       | Ministro Corte de Apelaciones de Valparaíso | 2019-2023 |
| Felipe Caballero Brun                | Primer Miembro Titular   | Abogado                                     | 2019-2023 |
| Hugo Fuenzalida Cerpa                | Segundo Miembro Titular  | Abogado                                     | 2019-2023 |
| Teresa Carolina Figueroa Chandía     | Presidente Suplente      | Ministro Corte de Apelaciones de Valparaíso | 2019-2023 |
| María Luz Patricia Garrido Frigolett | Primer Miembro Suplente  | Abogado                                     | 2019-2023 |
| Carlos Oliver Cadenas                | Segundo Miembro Suplente | Abogado                                     | 2019-2023 |

### Tribunal Electoral de la Región de O'Higgins
| Nombre Ministro           | Cargo                    | Profesión                                 | Período   |
| Michel González Carvajal  | Presidente Titular       | Ministro Corte de Apelaciones de Rancagua | 2019-2023 |
| Marlene Lepe Valenzuela   | Primer Miembro Titular   | Abogado                                   | 2019-2023 |
| Jaime Cortez Miranda      | Segundo Miembro Titular  | Abogado                                   | 2019-2023 |
| Jorge Fernández Stevenson | Presidente Suplente      | Ministro Corte de Apelaciones de Rancagua | 2019-2023 |
| María Marambio Ortiz      | Primer Miembro Suplente  | Abogado                                   | 2019-2023 |
| Víctor Jerez Migueles     | Segundo Miembro Suplente | Abogado                                   | 2019-2023 |

### Tribunal Electoral de la Región del Maule
| Nombre Ministro                | Cargo                    | Profesión                              | Período   |
| Moisés Muñoz Concha            | Presidente Titular       | Ministro Corte de Apelaciones de Talca | 2019-2023 |
| Vicente Fodich Castillo        | Primer Miembro Titular   | Abogado                                | 2019-2023 |
| Francisco Pinochet Donoso      | Segundo Miembro Titular  | Abogado                                | 2019-2023 |
| Carlos Carrillo González       | Presidente Suplente      | Ministro Corte de Apelaciones de Talca | 2019-2023 |
| Carlos del Río Ferreti         | Primer Miembro Suplente  | Abogado                                | 2019-2023 |
| Pedro Ignacio Albornoz Sateler | Segundo Miembro Suplente | Abogado                                | 2019-2023 |

### Tribunal Electoral de la Región de Ñuble
| Nombre Ministro         | Cargo                    | Profesión                                | Período   |
| Claudio Arias Cordova   | Presidente Titular       | Ministro Corte de Apelaciones de Chillán | 2019-2023 |
| Abraham Cerda Vásquez   | Primer Miembro Titular   | Abogado                                  | 2019-2023 |
| Fabian Huepe Artigas    | Segundo Miembro Titular  | Abogado                                  | 2019-2023 |
| Guillermo Arcos Salinas | Presidente Suplente      | Ministro Corte de Apelaciones de Chillán | 2019-2023 |
| Eduardo Peñafiel Peña   | Primer Miembro Suplente  | Abogado                                  | 2019-2023 |
| Paula Cornejo Barahona  | Segundo Miembro Suplente | Abogado                                  | 2019-2023 |

### Tribunal Electoral de la Región del Bío Bío
| Nombre Ministro        | Cargo                    | Profesión                                   | Período   |
| Jaime Solís Pino       | Presidente Titular       | Ministro Corte de Apelaciones de Concepción | 2019-2023 |
| Renato Campos González | Primer Miembro Titular   | Abogado                                     | 2019-2023 |
| Daniel Campos Stöwhas  | Segundo Miembro Titular  | Abogado                                     | 2019-2023 |
| César Panés Ramírez    | Presidente Suplente      | Ministro Corte de Apelaciones de Concepción | 2019-2023 |
| José Elgueta Adrovéz   | Primer Miembro Suplente  | Abogado                                     | 2019-2023 |
| Eduardo Salas Cárcamo  | Segundo Miembro Suplente | Abogado                                     | 2019-2023 |

### Tribunal Electoral de la Región de la Araucanía
| Nombre Ministro          | Cargo                    | Profesión                               | Período   |
| Cecilia Aravena López    | Presidente Titular       | Ministro Corte de Apelaciones de Temuco | 2019-2023 |
| Manuel Contreras Lagos   | Primer Miembro Titular   | Abogado                                 | 2019-2023 |
| Carola Marchant Toro     | Segundo Miembro Titular  | Abogado                                 | 2019-2023 |
| Alejandro Vera Quilodrán | Presidente Suplente      | Ministro Corte de Apelaciones de Temuco | 2019-2023 |
| Alexis Gómez Valdivia    | Primer Miembro Suplente  | Abogado                                 | 2019-2023 |
| Carlos Maturana Lanza    | Segundo Miembro Suplente | Abogado                                 | 2019-2023 |

### Tribunal Electoral de la Región de Los Ríos
| Nombre Ministro            | Cargo                    | Profesión                                 | Período   |
| Juan Ignacio Correa Rosado | Presidente Titular       | Ministro Corte de Apelaciones de Valdivia | 2019-2023 |
| Darío Carretta Navea       | Primer Miembro Titular   | Abogado                                   | 2019-2023 |
| Jorge Soto Garín           | Segundo Miembro Titular  | Abogado                                   | 2019-2023 |
| Marcia Undurraga Jensen    | Presidente Suplente      | Ministro Corte de Apelaciones de Valdivia | 2019-2023 |
| Sergio Valenzuela Mena     | Primer Miembro Suplente  | Abogado                                   | 2019-2023 |
| Arturo Ruiz Symmes         | Segundo Miembro Suplente | Abogado                                   | 2019-2023 |

### Tribunal Electoral de la Región de Los Lagos
| Nombre Ministro            | Cargo                    | Profesión                                     | Período   |
| Jorge Pizarro Astudillo    | Presidente Titular       | Ministro Corte de Apelaciones de Puerto Montt | 2019-2023 |
| Teresa Mora Torres         | Primer Miembro Titular   | Abogado                                       | 2019-2023 |
| Boris Navarro Alarcón      | Segundo Miembro Titular  | Abogado                                       | 2019-2023 |
| Jaime Vicente Meza Sáez    | Presidente Suplente      | Ministro Corte de Apelaciones de Puerto Montt | 2019-2023 |
| María Erna Oyarzún Miranda | Primer Miembro Suplente  | Abogado                                       | 2019-2023 |
| Christian Löbell Emhart    | Segundo Miembro Suplente | Abogado                                       | 2019-2023 |

### Tribunal Electoral de la Región de Aysén
| Nombre Ministro                  | Cargo                    | Profesión                                  | Período   |
| José Ignacio Mora Trujillo.      | Presidente Titular       | Ministro Corte de Apelaciones de Coyhaique | 2019-2023 |
| Ximena Patricia Jiménez Ulloa.   | Primer Miembro Titular   | Abogado                                    | 2019-2023 |
| Claudia Daniela Araneda Fuentes. | Segundo Miembro Titular  | Abogado                                    | 2019-2023 |
| Pedro Alejandro Castro Espinoza. | Presidente Suplente      | Ministro Corte de Apelaciones de Coyhaique | 2019-2023 |
| Luis Osvaldo Barria Alvarado     | Primer Miembro Suplente  | Abogado                                    | 2019-2023 |
| Francisco De Amesti Cea          | Segundo Miembro Suplente | Abogado                                    | 2019-2023 |

### Tribunal Electoral de la Región de Magallanes y Antártica
| Nombre Ministro                 | Cargo                    | Profesión                                     | Período   |
| María Isabel San Martín Morales | Presidente Titular       | Ministro Corte de Apelaciones de Punta Arenas | 2019-2023 |
| Javier Solis Uribe              | Primer Miembro Titular   | Abogado                                       | 2019-2023 |
| Jaime Romero Donoso             | Segundo Miembro Titular  | Abogado                                       | 2019-2023 |
| Víctor Stenger Larenas          | Presidente Suplente      | Ministro Corte de Apelaciones de Punta Arenas | 2019-2023 |
| Jaime Cardenas Oyarzo           | Primer Miembro Suplente  | Abogado                                       | 2019-2023 |
|                                 | Segundo Miembro Suplente | Abogado                                       | 2019-2023 |

### Personal de planta y a contrata
La planta de personal de cada Tribunal Electoral Regional está compuesta por los siguientes funcionarios:
- Secretario relator: Es designado por el presidente del tribunal con acuerdo de este, posee el carácter de ministro de fe pública y está encargado de autorizar todas las resoluciones y demás actuaciones del tribunal. Es asimismo el jefe administrativo del tribunal.
- Oficial primero...
- Oficial de sala...

El personal a contrata debe ser designado por el secretario relator y los contratos de estos funcionarios cesan el 31 de diciembre del año respectivo por el solo ministerio de la ley.

## Funcionamiento y procedimiento aplicable
El funcionamiento de estos tribunales se lleva a cabo por medio de sesiones ordinarias o extraordinarias y ambas clases deben ser presididas por el ministro que haya designado la Corte de Apelaciones respectiva.
Para poder funcionar válidamente, la ley exige que cada tribunal cuente con la presencia de la totalidad de sus miembros. Enseguida, para adoptar sus decisiones, el cuórum requerido es el de la mayoría de votos.
El procedimiento judicial aplicable a los Tribunales Electorales Regionales está regulado en un Auto acordado del Tribunal Calificador de Elecciones de 25 de junio de 2012.

## Características
- Es un órgano de carácter jurisdiccional, con competencia especial: al igual que el Tribunal Calificador de Elecciones, es un tribunal superior de justicia, no obstante especial, porque su competencia se circunscribe a conocer controversias jurídicas que se susciten en el ámbito electoral, como la calificación de las elecciones de consejeros regionales, alcaldes, concejales, de las organizaciones gremiales y juntas vecinales, resolver las reclamaciones a que dieren lugar y proclamar a los que resulten elegidos.[7]

- Es un órgano de fuente constitucional: se encuentra contemplado en el Capítulo IX de la Constitución Política, denominado «Justicia Electoral».

- Es un órgano autónomo: el artículo 82 de la Constitución chilena desliga a los Tribunales Electorales Regionales de la superintendencia directiva, correccional y económica que la Corte Suprema ejerce sobre todos los tribunales de la nación, de tal manera que estos tribunales actúan de manera autónoma respecto del Poder Judicial, aunque bajo la dependencia del Tribunal Calificador de Elecciones.[1]

- Es un órgano colegiado y de composición heterogénea: el artículo 1º de la Ley N.º 18593 en su inciso 3º establece que «Estos Tribunales estarán compuestos por tres miembros, uno de los cuales será un Ministro de la Corte de Apelaciones respectiva, y los otros dos serán designados por el Tribunal Calificador de Elecciones».

- Es un órgano permanente: los Tribunales Electorales Regionales funcionan de manera constante, y tienen su sede en la capital de cada región del país.[8]

- Es un órgano de miembros aforados: los miembros de los Tribunales Electorales Regionales no pueden ser aprehendidos sin orden del tribunal competente, salvo el caso de delito flagrante y solo para ponerlos inmediatamente a disposición del tribunal que debe conocer del asunto en conformidad a la ley.[9]

- Es un órgano apolítico: sus miembros tienen prohibición legal de inmiscuirse en actividades o reuniones de carácter político, con la única excepción de la de ejercer su derecho de sufragio.[10]

## Atribuciones
- Calificar las elecciones de los gremios y cuerpos intermedios partícipes de los consejos locales.[11]
- Conocer de las reclamaciones que deriven de las elecciones de los gremios y cuerpos intermedios.[12]
- Declarar la incompatibilidad entre un cargo directivo gremial con uno de un partido político.[13]
- Conocer de las reclamaciones de nulidad y solicitudes de rectificación de escrutinios que se deduzcan en elecciones parlamentarias, presidenciales y plebiscitos.[14]
- Declarar la cesación en el cargo de alcalde.[15]
- Declarar la cesación en el cargo de concejal.[16]
- Proceder al reemplazo de alcaldes y concejales que hayan cesado en sus cargos.[17]
- Conocer de las reclamaciones que se interpongan en contra del Servicio Electoral frente a las candidaturas a concejal.[18]
- Conocer del escrutinio general de las elecciones municipales.[19]
- Calificar las elecciones municipales.[19]
- Conocer de las reclamaciones de nulidad y solicitudes de rectificación de escrutinios que se deduzcan en las elecciones municipales.[19]
- Conocer de las reclamaciones que se interpongan en contra del Servicio Electoral que determina el número de consejeros regionales que deben elegirse.[20]
- Conocer de las infracciones de los consejeros regionales a las normas sobre conflictos de intereses.[21]
- Declarar la cesación en el cargo de consejero regional.[22]
- Declarar la cesación en el cargo de miembro del Consejo Económico y Social Provincial.[23]
- Conocer de los reclamos relacionados con la nómina de organizaciones inscritas para participar en la elección de los miembros del Consejo Económico y Social Provincial.[24]
- Proclamar electos a los miembros del Consejo Económico y Social Provincial.[25]
- Conocer de los reclamos relacionados con la elección de los miembros del Consejo Económico y Social Provincial.[26]
- Conocer de las reclamaciones que se interpongan en contra del Servicio Electoral frente a las candidaturas a consejero regional.[27]
- Calificar la elección de consejeros regionales.[28]
- Conocer de las reclamaciones de nulidad y solicitudes de rectificación de escrutinios que se deduzcan en la elección de consejeros regionales.[29]
- Conocer de las reclamaciones que se deduzcan con motivo de las elecciones en juntas de vecinos y demás organizaciones comunitarias.[30]
- Conocer de las reclamaciones en contra de decretos alcaldicios que declaren disuelta una junta de vecinos.[31]

## Tribunales Electorales Regionales de Chile
- Tribunal Electoral Regional de Arica y Parinacota, con sede en Arica.
- Tribunal Electoral Regional de Tarapacá, con sede en Iquique.
- Tribunal Electoral Regional de Antofagasta, con sede en Antofagasta.
- Tribunal Electoral Regional de Atacama, con sede en Copiapó.
- Tribunal Electoral Regional de Coquimbo, con sede en La Serena.
- Tribunal Electoral Regional de Valparaíso, con sede en Valparaíso.
- Tribunal Electoral Regional de O'Higgins, con sede en Rancagua.
- Tribunal Electoral Regional del Maule, con sede en Talca.
- Tribunal Electoral Regional de Ñuble, con sede en Chillán
- Tribunal Electoral Regional del Biobío, con sede en Concepción.
- Tribunal Electoral Regional de la Araucanía, con sede en Temuco.
- Tribunal Electoral Regional de Los Ríos, con sede en Valdivia.
- Tribunal Electoral Regional de Los Lagos, con sede en Puerto Montt.
- Tribunal Electoral Regional de Aysén, con sede en Coyhaique.
- Tribunal Electoral Regional de Magallanes y de la Antártica Chilena, con sede en Punta Arenas.
- Primer Tribunal Electoral de la Región Metropolitana, con sede en Santiago.
- Segundo Tribunal Electoral de la Región Metropolitana, con sede en Santiago.